# Confolents
Confolents (en francès: Confolens) és una ciutat d'Occitània, i oficialment de França, situada al departament de Charanta i a la regió de Peitau-Charantas.